# Rod Gardner
(en) Statistiques sur pro-football-reference
Roderick F. Gardner (né le 26 octobre 1977 à Jacksonville, Floride) est un américain, joueur professionnel de football américain, ayant évolué au poste de wide receiver en National Football League (NFL) pendant cinq saisons.

## Carrière universitaire
Gardner joue au football universitaire pour les Tigers de l'université de Clemson, où il commence à jouer aux postes de quarterback et de safety en équipe réserve (comme freshman ou étudiant de première année) avant de passer de passer au poste de wide receiver lors de sa deuxième année.
Il est sélectionné dans la deuxième équipe All-ACC au cours de son année junior après avoir établi le record de l'école en passes attrapées, yards, et réceptions par match.
Durant son année senior, il fait non seulement partie de la première équipe All-ACC, mais également de la première équipe All-American .
En 2000, il est un des dix finalistes pour le Biletnikoff Award après avoir marqué six touchdowns pour 51 réceptions et 956 yards.

## Carrière professionnelle

### Redskins de Washington
Gardner est choisi par les Redskins de Washington en 15e choix global lors du premier tour de la draft 2001 de la NFL. Au cours de son année rookie, il est désigné meilleur joueur offensive NFC de la semaine après une performance de 208 yards et un touchdown contre les Panthers de la Caroline.
Son passif universitaire au poste de quarterback conduit les Redskins à l'utiliser pour les trick plays. Au cours de la saison 2003 de la NFL , il réalise 2 passes complétées sur 3 pour un gain de 46 yards et réussi deux passes de touchdown (vers Chad Morton (en) et Trung Canidate (en)).

### Panthers de la Caroline
Après quatre saisons à Washington, il est échangé avec les Panthers de la Caroline lors de l' intersaison 2005 contre un choix de sixième tour de la draft 2006 de la NFL. Il passe la plupart de la saison, comme quatrième receveur des Panthers, derrière Steve Smith, Keary Colbert (en) et Ricky Proehl.

### Packers de Green Bay
Gardner est libéré par les Panthers, le 16 décembre 2005. Il est signé par les Packers de Green Bay le 19 décembre 2005. Il signe une prolongation de contrat avec Green Bay le 21 mars 2006. Le 2 septembre 2006, Gardner est libéré par les Packers.

### Chiefs de Kansas City
En septembre 2006, il signe un contrat de trois ans avec les Chiefs de Kansas City mais lors de la saison 2006, il ne réalise que 2 réceptions pour 17 yards. Il est libéré avant le début de la saison 2007 et met un terme à sa carrière.

## Statistiques NFL
| Saison | Équipe      | MJ |     | Rec   | Yds  | Avg  | Yds/M | + Lg | TD | 20+ | 40+ | 1st | Fum. |
| 2006   | Kansas City | 14 | 2   | 17    | 8,5  | 1,2  | 13    | 0    | 0  | 0   | 1   | 0   |      |
| 2005   | Green Bay   | 2  | 4   | 67    | 16,8 | 33,5 | 33    | 0    | 2  | 0   | 4   | 0   |      |
| 2005   | Carolina    | 11 | 9   | 84    | 9,3  | 7,6  | 15    | 1    | 0  | 0   | 4   | 0   |      |
| 2004   | Washington  | 16 | 51  | 650   | 12,7 | 40,6 | 51    | 5    | 7  | 3   | 30  | 0   |      |
| 2003   | Washington  | 16 | 59  | 600   | 10,2 | 37,5 | 35    | 5    | 7  | 0   | 30  | 1   |      |
| 2002   | Washington  | 16 | 71  | 1 006 | 14,2 | 62,9 | 43T   | 8    | 13 | 2   | 51  | 1   |      |
| 2001   | Washington  | 16 | 46  | 741   | 1,.1 | 46,3 | 85T   | 4    | 8  | 5   | 28  | 1   |      |
| TOTAL  | TOTAL       | 91 | 242 | 3 165 | 13,1 | 34,8 | 85    | 23   | 37 | 10  | 148 | 3   |      |

| Saison | Équipe      | MJ |   | Tent. | Tent./M | Yds | Moy. | Yds/M | TD | + Lg | 1st  | 1st % | 20+ | 40+ | Fum. |
| 2006   | Kansas City | 14 | - | 0     | -       | -   | -    | -     | -  | -    | -    | -     | -   | -   |      |
| 2005   | Green Bay   | 2  | - | 0     | -       | -   | -    | -     | -  | -    | -    | -     | -   | -   |      |
| 2005   | Carolina    | 11 | - | 0     | -       | -   | -    | -     | -  | -    | -    | -     | -   | -   |      |
| 2004   | Washington  | 16 | 3 | 0,2   | 7       | 2,3 | 0,4  | 0     | 11 | 2    | 66,7 | 0     | 0   | 0   |      |
| 2003   | Washington  | 16 | - | 0     | -       | -   | -    | -     | -  | -    | -    | -     | -   | -   |      |
| 2002   | Washington  | 16 | 1 | 0,1   | 1       | 1   | 0,1  | 0     | 1  | 0    | 0    | 0     | 0   | 0   |      |
| 2001   | Washington  | 16 | 1 | 0,1   | 16      | 16  | 1    | 0     | 16 | 1    | 100  | 0     | 0   | 0   |      |
| TOTAL  | TOTAL       | 91 | 5 | 0,1   | 24      | 4,8 | 0,3  | 0     | 16 | 3    | 60   | 0     | 0   | 0   |      |

| Saison | Équipe      | MJ |   | Tent. | Comp. | %   | Tent./M | Yds  | Moy. | Yds | TD   | TD% | Int | + Lg | 20+ | 40+ | Sack  | Év. |
| 2006   | Kansas City | 14 | - | -     | -     | 0   | -       | -    | -    | -   | -    | -   | -   | -    | -   | -   | 0     |     |
| 2005   | Green Bay   | 2  | - | -     | -     | 0   | -       | -    | -    | -   | -    | -   | -   | -    | -   | -   | 0     |     |
| 2005   | Carolina    | 11 | - | -     | -     | 0   | -       | -    | -    | -   | -    | -   | -   | -    | -   | -   | 0     |     |
| 2004   | Washington  | 16 | 3 | 0     | 0     | 0,2 | 0       | 0    | 0    | 0   | 0    | 0   | 0   | 0    | 0   | 0   | 39,6  |     |
| 2003   | Washington  | 16 | 3 | 2     | 66,7  | 0,2 | 46      | 15,3 | 2,9  | 2   | 66,7 | 0   | 36T | 1    | 0   | 0   | 149,3 |     |
| 2002   | Washington  | 16 | 1 | 0     | 0     | 0,1 | 0       | 0    | 0    | 0   | 0    | 0   | 0   | 0    | 0   | 0   | 39,6  |     |
| 2001   | Washington  | 16 | - | -     | -     | 0   | -       | -    | -    | -   | -    | -   | -   | -    | -   | -   | 0     |     |
| TOTAL  | TOTAL       | 91 | 7 | 2     | 28,6  | 0,1 | 46      | 6,6  | 0,5  | 2   | 28   | 0   | 36  | 1    | 0   | 0   | 94    |     |

| Saison | Équipe      | MJ |      | Tackles | Tackles | Tackles |      | Sack |    | Sfty |     | Interceptions | Interceptions | Interceptions | Interceptions | Interceptions | Interceptions |
| Saison | Équipe      | MJ | Tot. | Solo    | Ast.    | P.Déf.  | Int. | Sack | TD | Sfty | Yds | Moy.          | + Lg          |               |               |               |               |
| 2006   | Kansas City | 14 | 3    | 3       | 0       | 0       | -    | 0    | -  | -    | -   | 0             | -             |               |               |               |               |
| 2005   | Green Bay   | 2  | 2    | 2       | 0       | 0       | -    | 0    | -  | -    | -   | 0             | -             |               |               |               |               |
| 2005   | Carolina    | 11 | 0    | -       | -       | -       | 0    | -    | -  | -    | -   | 0             | -             |               |               |               |               |
| 2004   | Washington  | 16 | 1    | 1       | 0       | 0       | 0    | 0    | -  | -    | -   | 0             | -             |               |               |               |               |
| 2003   | Washington  | 16 | 1    | 1       | 0       | 0       | 0    | 0    | -  | -    | -   | 0             | -             |               |               |               |               |
| 2002   | Washington  | 16 | 4    | 4       | 0       | 0       | 0    | 0    | -  | -    | -   | 0             | -             |               |               |               |               |
| 2001   | Washington  | 16 | 0    | -       | -       | -       | 0    | -    | -  | -    | -   | 0             | -             |               |               |               |               |
| TOTAL  | TOTAL       | 91 | 11   | 11      | 0       | 0       | 0    | 0    | 0  | 0    | 0   | 0             | 0             |               |               |               |               |

| Saison | Équipe      | MJ |    | Nb. | FL | FF | Réc | Réc | Yds | Yds | TD | OOB | Sfty | TB |
| 2006   | Kansas City | 14 | -- | --  | 2  | -- | --  | --  | --  | --  | -- | --  | --   |    |
| 2005   | Green Bay   | 2  | -- | --  | 0  | -- | --  | --  | --  | --  | -- | --  | --   |    |
| 2005   | Carolina    | 11 | -- | --  | -- | -- | --  | --  | --  | --  | -- | --  | --   |    |
| 2004   | Washington  | 16 | -- | --  | 0  | -- | --  | --  | --  | --  | -- | --  | --   |    |
| 2003   | Washington  | 16 | 1  | 0   | 0  | 1  | --  | 0   | --  | --  | 0  | 0   | 0    |    |
| 2002   | Washington  | 16 | 1  | 0   | 0  | 1  | --  | 0   | --  | --  | 0  | 0   | 0    |    |
| 2001   | Washington  | 16 | 1  | 1   | -- | -- | --  | --  | --  | --  | 0  | 0   | 0    |    |
| TOTAL  | TOTAL       | 91 | 3  | 1   | 2  | 2  | 0   | 0   | 0   | 0   | 0  | 0   | 0    |    |